# Lau Mulder
Laurens Siebrand Mulder, detto Lau (Giacarta, 7 luglio 1927 – Uithoorn, 29 gennaio 2006), è stato un hockeista su prato olandese.

## Palmarès

### Olimpiadi
- Argento a Helsinki 1952.